# 景福 (唐朝)
景福（892年正月—893年十二月）是唐昭宗李曄的第三个年號，唐朝使用这个年号共两年。

## 改元
- 大順三年——正月二十一日，改元景福元年。[2][3][4]
- 景福三年——正月一日，改元乾寧元年。[5][6][7]

## 出生
- 景福元年——李柷，唐朝皇帝
- 景福元年——石敬瑭，后晋开国皇帝

## 紀年
| 景福 | 元年  | 二年  |
| ---- | ----- | ----- |
| 公元 | 892年 | 893年 |
| 干支 | 壬子  | 癸丑  |

## 同期存在的其他政权年号
- 中國
  - 嵯耶（889年－897年）：南詔—隆舜之年號
- 日本
  - 寬平（889年－898年）：平安時代—宇多天皇、醍醐天皇之年號

## 參看
- 中國年號索引
  - 其他使用景福年號的政權